# Golzheimer Straße 120

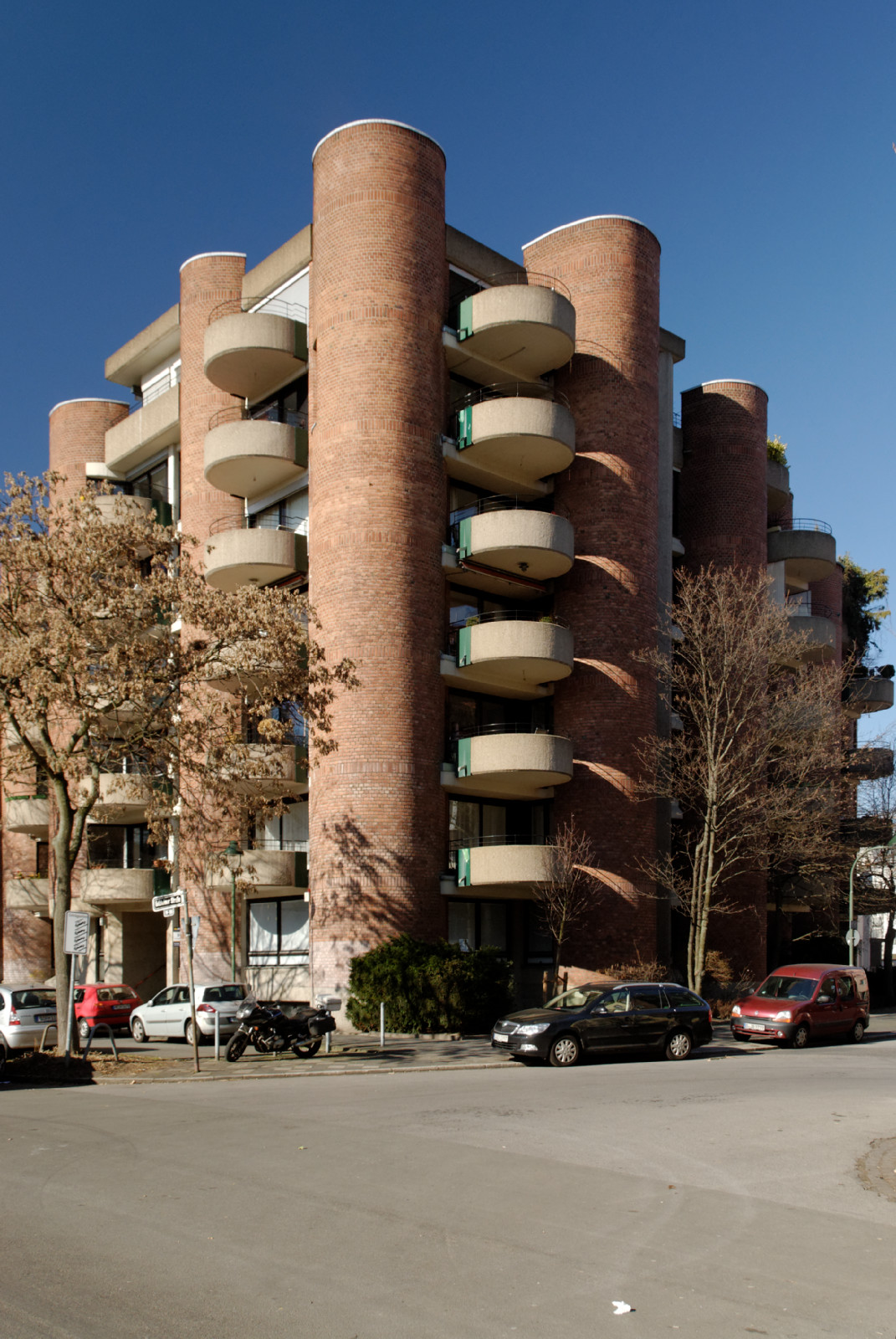
Hochhaus Golzheimer Straße 120

Das Hochhaus Golzheimer Straße 120 in Düsseldorf-Derendorf wurde von 1971 bis 1972 nach Plänen des Architekten Hans Strizewski (* 12. Oktober 1928 in Düsseldorf; † 13. März 2022 in Hilden) im Stil des Brutalismus erbaut.

## Beschreibung
Das fünf- bis siebengeschossige Eckgebäude wird außen durch zahlreiche runde „fensterlose Mauerwerkstürme“ ähnlich einer Burganlage gegliedert. Zwischen den Rundtürmen springen halbkreisförmige Loggien mit Brüstungen in Sichtbeton hervor. Im Loggienbereich befinden sich raumhohe Fenster. Aufgrund der „originellen Fassadengestaltung liegt hier ein bemerkenswertes Beispiel für den Wohnungsbau der frühen 1970er Jahre vor“.